# Rudolf Skácel
Rudolf „Rudi” Skácel (ur. 17 lipca 1979 w Trutnovie) – czeski piłkarz występujący na pozycji pomocnika w 1. FK Příbram, były reprezentant kraju.

## Kariera

### Czeskie kluby
Skácel rozpoczął profesjonalną karierę w 1999 roku w klubie FC Hradec Králové. W sezonie 1999/2000 awansował z tą drużyną do 1. Gambrinus liga. Do 2001 roku w klubie wystąpił 37 razy, strzelając 8 goli. W sezonie 2001/2002 przeniósł się do klubu z Pragi, Slavii. Zawodnik wziął udział m.in. w spotkaniu finałowym Pucharu Czech, gdzie jego drużyna wygrała 2:1 ze Spartą. Również latem 2002 roku, wraz z reprezentacją U-21, triumfował w Mistrzostwach Europy w tej kategorii wiekowej.
Po następnym sezonie, w którym Skácel zagrał w Pucharze UEFA i pomógł Slavii zająć drugą pozycję w tabeli ligi czeskiej, został zauważony przez ówczesnego trenera Olympique Marsylia – Alaina Perrin’a, co zaowocowało transferem do Marsylii za 2,5 miliona euro.

### Olympique Marsylia
Po pół roku spędzonym w Olympique Marsylia, piłkarza wypożyczono do greckiego Panathinaikosu AO, w którym wywalczył wicemistrzostwo Grecji w sezonie 2004/2005. Skácel w drużynie Marsylii zagrał 20 razy w Ligue 1 i strzelił jednego gola. Grał również w Lidze Mistrzów.

### Heart of Midlothian F.C.
Gdy Panathinaikos zrezygnował z usług czeskiego piłkarza, ówczesny trener Hearts, George Burley, postanowił zakupić zawodnika do szkockiego klubu. W lipcu 2005 roku ostatecznie zawarto umowę w sprawie kupna.
W sezonie 2005/2006 piłkarz nie zagrał w pierwszych siedmiu wygranych meczach Scottish Premier League. Ostatecznie zadebiutował w wygranym 4:0 meczu z Hibernianem, gdzie strzelił również swoją pierwszą bramkę dla Serc. Skácel dla zespołu ze Szkocji strzelił w sumie 16 bramek, w tym jedną w finale Pucharu Szkocji, wyrównując stan meczu na 1:1. Pomimo twierdzeń działaczy Heart of Midlothian, że podpisali oni kontrakt z piłkarzem na czas nieokreślony, zaczęły krążyć pogłoski, iż piłkarz zagrał ostatni mecz w bordowych barwach Jambos. 3 lipca 2006 zostało wyjawione, że Rudolf Skácel i Andy Webster pokłócili się w czasie spotkań w przygotowaniach do sezonu 2006/2007, roznosząc pogłoski, iż czeski piłkarz miałby opuścić Tynecastle Stadium. Według kibiców szkockiej drużyny, Skácel walnie przyczynił się do zdobycia przez Hearts Pucharu Szkocji w poprzednich rozgrywkach, oraz zajęcia drugiego miejsca w lidze. Natomiast przez przeciwników drużyny został zapamiętany jako gracz, który często faulował, a także z sytuacji, gdzie splunął podczas meczu na kapitana Celticu, Neila Lennona.

### Southampton F.C.
29 lipca 2006 Skácel został sprzedany do Southampton F.C. za 1,6 miliona funtów. Również trener Hearts, George Burley, przeszedł do angielskiego klubu. Jednakże w Southampton Czech nie mógł odzyskać swojej formy z lat spędzonych w Edynburgu, pomimo iż trener ustawiał go w różnych pozycjach na boisku. W zespole spędził jeden rok. W 2008 roku był na wypożyczeniu w Hercie BSC.

### Późniejsze lata
W 2009 roku Skácel wrócił do Czech, do Slavii Praga, a pół roku później został zawodnikiem greckiego klubu AE Larisa. W latach 2010–2012 ponownie grał w Hearts, z którym w 2012 roku zdobył Puchar Szkocji. Następnie w sezonie 2012/2013 grał w Dundee United i Slavii Praga, W 2015 roku wrócił do gry w piłkę i w sezonie 2015/2016 rozegrał dwa mecze w FK Mladá Boleslav, z którym zdobył Puchar Czech. W sezonie 2016/2017 występował w Raith Rovers, a latem 2017 przeszedł do 1. FK Příbram.